# How Do You Like It?
| Recensione | Giudizio |
| ---------- | -------- |
| AllMusic   | [ 2 ]    |

How Do You Like It? è il primo album discografico del gruppo musicale Beat inglese Gerry and the Pacemakers, pubblicato dalla casa discografica Columbia Records nell'ottobre del 1963.

## Tracce

### LP
Lato A
1. A Shot of Rhythm and Blues – 2:08 (Harvey Thompson) – Registrato il 3 settembre 1963 al EMI Recording Studio
2. Jambalaya – 2:36 (Hank Williams) – Registrato il 1º maggio 1963 al EMI Recording Studio
3. Where Have You Been? – 2:35 (Hardrock Gunter) – Registrato il 2 luglio 1963 al EMI Recording Studio
4. Here's Hoping – 1:45 (Geoff Stephens, Les Reed) – Registrato il 2 luglio 1963 al EMI Recording Studio
5. Pretend – 2:25 (Lew Douglas, Cliff Parman, Frank Lavere) – Registrato il 1º maggio 1963 al EMI Recording Studio
6. Maybellene – 2:03 (Chuck Berry, Russ Fratts, Allan Freed) – Registrato il 2 luglio 1963 al EMI Recording Studio
7. You'll Never Walk Alone (da Carousel) – 2:39 (Richard Rodgers, Oscar Hammerstein II) – Registrato il 2 luglio e 5 settembre 1963 al EMI Recording Studio

Lato B
1. The Wrong Yo Yo – 2:19 (Tradizionale; arrangiamento di Gerry Marsden) – Registrato il 1º maggio e 5 settembre 1963 al EMI Recording Studio
2. You're the Reason – 2:18 (Bobby Edwards, Mildred Imes, Fred Henley, Terry Fell) – Registrato il 3 settembre 1963 al EMI Recording Studio
3. Chills – 1:58 (Jack Keller, Gerry Goffin) – Registrato il 5 settembre 1963 al EMI Recording Studio
4. You Can't Fool Me – 2:16 (Mitch Murray) – Registrato il 3 settembre 1963 al EMI Recording Studio
5. Don't You Ever – 1:48 (Gerry Marsden) – Registrato il 17 luglio 1963 al EMI Recording Studio
6. Summertime (da Porgy and Bess) – 2:30 (Ira Gershwin, George Gershwin) – Registrato il 1º maggio e 5 settembre 1963 al EMI Recording Studio
7. Slow Down – 2:28 (Larry Williams) – Registrato il 2 luglio 1963 al EMI Recording Studio[4]

### CD
Edizione CD del 1994, pubblicato dalla Repertoire Records (REP 4422-WY)
1. A Shot of Rhythm and Blues – 2:08 (Harvey Thompson)
2. Jambalaya – 2:36 (Hank Williams)
3. Where Have You Been? – 2:35 (Hardrock Gunter)
4. Here's Hoping – 1:45 (Geoff Stephens, Les Reed)
5. Pretend – 2:25 (Lew Douglas, Cliff Parman, Frank Lavere)
6. Maybellene – 2:03 (Chuck Berry, Russ Fratts, Allan Freed)
7. You'll Never Walk Alone – 2:39 (Oscar Hammerstein II, Richard Rodgers)
8. The Wrong Yo Yo – 2:19 (Tradizionale; arrangiamento di Gerry Marsden)
9. You're the Reason – 2:18 (Bobby Edwards, Mildred Imes, Fred Henley, Terry Fell)
10. Chills – 1:58 (Jack Keller, Gerry Goffin)
11. You Can't Fool Me – 2:16 (Mitch Murray)
12. Don't You Ever – 1:48 (Gerry Marsden)
13. Summertime (da Porgy and Bess) – 2:30 (Ira Gershwin, George Gershwin)
14. Slow Down – 2:28 (Larry Williams)
15. Reelin' and Rockin' – 2:24 (Chuck Berry) – Additional Track
16. Whole Lotta Shakin' Goin' On – 3:04 (Dave Williams, Sunny David (Roy Hall)) – Additional Track - Registrato il 23 settembre 1964 al EMI Recording Studio
17. Rip It Up – 2:10 (John Marascalco, Robert Bumps Blackwell) – Additional Track - Registrato il 23 settembre 1964 al EMI Recording Studio
18. You Win Again – 3:02 (Hank Williams) – Additional Track - Registrato il 28 settembre 1964 al EMI Recording Studio
19. Skinny Minnie – 3:29 (Fefferit Day) – Additional Track - Registrato il 24 settembre 1964 al EMI Recording Studio
20. What'd I Say – 4:39 (Ray Charles) – Additional Track -  Registrato il 23 settembre 1964 al EMI Recording Studio
21. My Babe – 2:26 (Jesse Stone, Willie Dixon) – Additional Track - Registrato il 24 settembre 1964 al EMI Recording Studio
22. I'll Be Me – 2:16 (Jack Clement) – Additional Track - Registrato il 24 settembre 1964 al EMI Recording Studio
23. Now I'm Alone – 2:43 (Gerry Marsden) – Additional Track - Registrato il 28 settembre 1964 al EMI Recording Studio
24. I Count the Tears – 2:03 (Doc Pomus, Mort Shuman) – Additional Track - Registrato il 24 settembre 1964 al EMI Recording Studio[6]

## Formazione
- Gerry Marsden - voce
- Les Maguire - pianoforte
- Les Chadwick - basso
- Freddy Marsden - batteria, voce

Note aggiuntive
- George Martin e Ron Richards - produttori
- Registrazioni effettuate al EMI Recording Studio di Londra (Inghilterra)
- Edgar Brind - fotografia
- Tony Barrow - note retrocopertina album originale

## Classifica
Album
| Anno | Classifica            | Posizione raggiunta |
| ---- | --------------------- | ------------------- |
| 1963 | Official Albums Chart | 2                   |

Singoli
| Anno | Titolo del brano        | Classifica             | Posizione raggiunta |
| ---- | ----------------------- | ---------------------- | ------------------- |
| 1963 | You'll Never Walk Alone | Official Singles Chart | 1                   |